# Œuvre littéraire de Winston Churchill

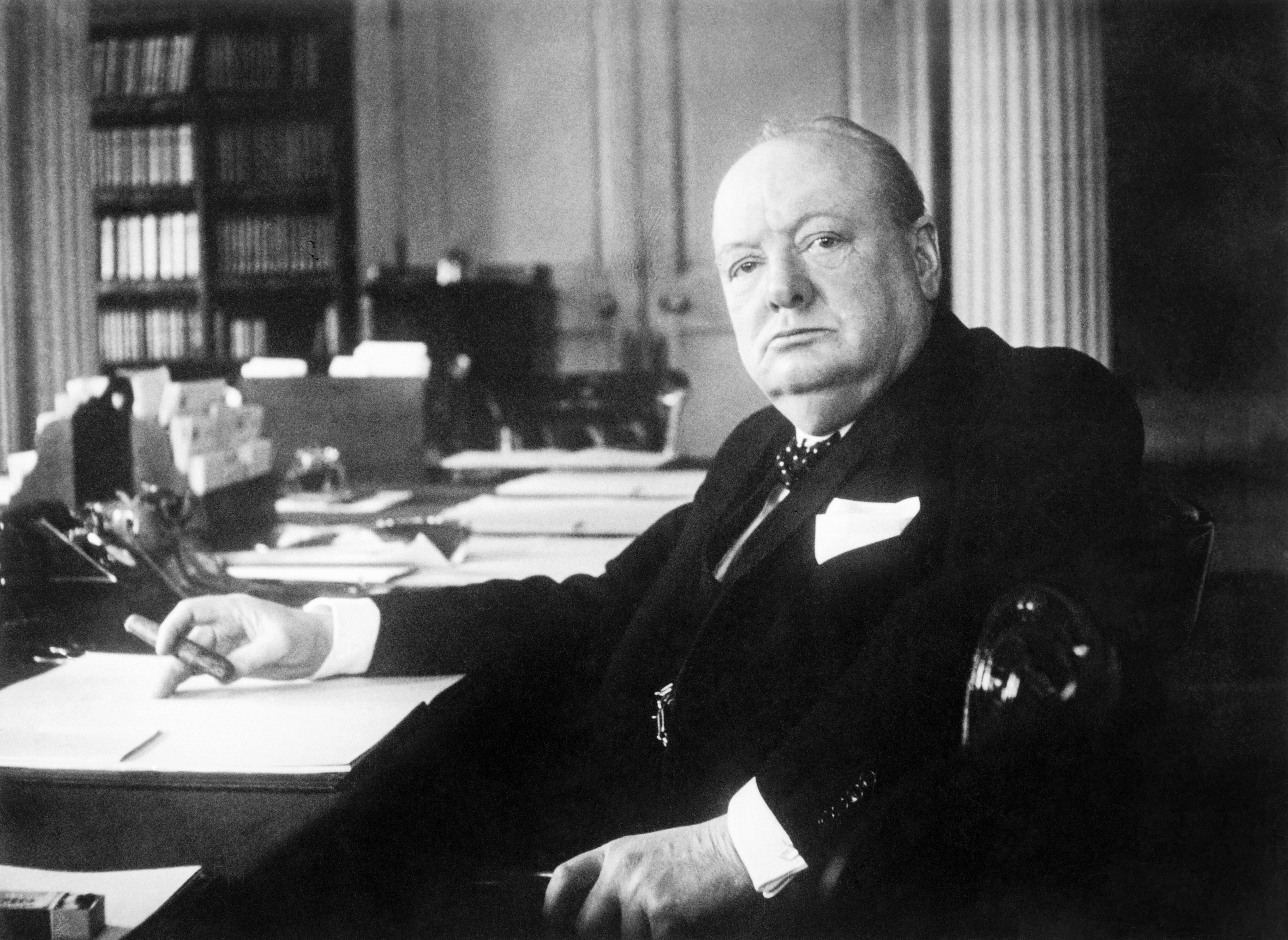
Winston Churchill en tant que Premier ministre 1940-1945, à son siège dans la salle du Cabinet au 10 Downing Street, Londres.

Winston Churchill a été un écrivain prolifique. Il a reçu le prix Nobel de littérature en 1953 pour ses nombreux écrits publiés, mais pas, comme on le répète souvent à tort, pour ses six volumes sur la Seconde Guerre mondiale. Lors de la cérémonie, il a reçu le prix « pour sa maîtrise de la description historique et biographique ainsi que pour ses discours brillants pour la défense exaltée des valeurs humaines »,.

## La Guerre du Malakand
Son premier livre publié est The Story of the Malakand Field Force (édition française : La Guerre du Malakand). Il y détaille une campagne militaire en 1897 sur la frontière du Nord-Ouest (une région qui fait maintenant partie du Pakistan et de l'Afghanistan). Ce texte lui permit d'ailleurs de rencontrer le premier ministre de l'époque, Robert Arthur Talbot Gascoyne-Cecil (lord Salisbury), lequel événement fut détaillé par Churchill dans un autre de ses livres, Mes jeunes années.

## Savrola
Savrola, écrit sur le chemin et après la campagne de Malakand (1897), est le seul ouvrage de fiction de Churchill. L'histoire raconte la révolution d'un pays européen fictif.
L'intrigue met en scène un jeune héros intrépide, opposé à un dictateur marié à une femme dont le héros est épris, intrigue typiquement œdipienne, parue peu avant les écrits fondateurs de la psychanalyse (L'Interprétation des rêves de Sigmund Freud date de 1898). Présentant son ouvrage à sa grand-mère pour une première lecture, celle-ci aura un jugement lapidaire : « Il serait temps que tu fréquentes une femme ! ». 
Churchill ne s'aventurera plus dans la fiction.
Reste que ce roman sans grande valeur littéraire inspirera un éditeur et un illustrateur qui feront de lui en 1950 le plus bel ouvrage de Churchill jamais publié où que ce soit. Voir rubrique Savrola, "Éditions en français".

## La Guerre du fleuve
Le deuxième livre de Churchill, La Guerre du fleuve (en) (en anglais : The River War), est un récit de la guerre du Soudan. Écrit en 1899 alors que l'auteur était officier de cavalerie, le livre retrace l'histoire du conflit qui oppose les forces britanniques et égyptiennes à l'insurrection djihadiste fomentée par le Mahdi, depuis ses prémices, puis la chute de Khartoum et la mort de Gordon Pacha en 1885, jusqu'à la fin de l'État mahdiste, conséquence de la prise d'Omdurman par Lord Kitchener, aboutissement et sujet principal de l'œuvre. Alors lieutenant au 4e régiment des hussards de la Reine, Winston Churchill a participé à la célèbre charge du 21e régiment de lanciers (en) durant cette dernière bataille.

## Mémoires sur la Seconde Guerre mondiale
(en) The Second World War est une histoire en six volumes de la période qui débute de la fin de la Première Guerre mondiale jusqu'à juillet 1945. Avec ses mémoires de la Grande Guerre, c'est le plus ambitieux de tous les travaux publiés par Churchill et cela lui prendra une grande partie de sa vie, après sa défaite lors de l'élection 1945 d'après-guerre. Le premier volume a été publié en 1948, mais le travail n'est terminé qu'en 1954.
(fr) L'ouvrage a été publié en français sous le titre Mémoires sur la Seconde Guerre mondiale, Plon, 1948-1954, 12 vol. in-8°, 5309 pages ; réédition sous le titre La Seconde Guerre mondiale, Cercle du bibliophile, s.d. : 
- I.1. L'orage approche. D'une Guerre à l'autre (1919-1939), iii-436 p., 2 cartes et un graphique,
- I.2. L'orage approche. La « drôle de Guerre » (3 septembre 1939-10 mai 1940), 390 p., 16 cartes,
- II.1. L'Heure tragique. La chute de la France (mai-décembre 1940), 387 p., 15 cartes et un schéma,
- II.2. L'Heure tragique. Seuls (mai-décembre 1940), 421 pp, 2 cartes et un schéma,
- III.1. La Grande Alliance. La Russie envahie (1er janvier-22 juin 1941), 509 p., 19 cartes et un fac-similé,
- III.2. La Grande Alliance. L'Amérique en guerre (22 juin 1941-17 janvier 1942), 462 p., 8 cartes et un fac-similé,
- IV.1. Le Tournant du destin. La ruée japonaise (18 janvier-3 juillet 1942), 498 p., 18 cartes,
- IV.2. Le Tournant du destin. L'Afrique sauvée (4 juillet 1942-5 juin 1943), 563 p., 18 cartes,
- V.1. L'étau se referme. L'Italie capitule (6 juin-12 novembre 1943), 383 p., 9 cartes et 2 graphiques,
- V.2. L'étau se referme. De Téhéran à Rome (13 novembre 1943-5 juin 1944), 389 p., 12 cartes,
- VI.1. Triomphe et tragédie. La Victoire (6 juin 1944-3 février 1945), 420 p., 15 cartes,
- VI.2. Triomphe et tragédie. Le rideau de fer (4 février 1945-26 juillet 1945), 451 p., 12 cartes, index.

Versions abrégées
(en) Une version abrégée, publiée en 1959, contient un épilogue qui couvre la période 1945-1957.
(fr) La traduction française de cette version, Mémoires de guerre, révisés et commentés par François Kersaudy, paraît aux éditions Tallandier, en deux volumes (vol. 1, 1919-1942 ; vol. 2, 1942-1945).

## Œuvres
Date de parution, titre original ; référence de la traduction en français, quand elle existe, entre parenthèses :
- 1898. The Story of the Malakand Field Force (La guerre du Malakand)
- 1899. The River War (La guerre du fleuve)
- 1900. Savrola (idem)
- 1900. London to Ladysmith
- 1900. Ian Hamilton’s March
- 1903. Mr. Brodrick’s Army
- 1906. Lord Randolph Churchill
- 1906. For Free Trade
- 1908. My African Journey (Mon voyage en Afrique : 1907)
- 1909. Liberalism and the Social Problem
- 1910. The People’s Rights
- 1923-1931. The World Crisis (La crise mondiale / Mémoires de la Grande Guerre)
- 1930. My Early Life (Mes jeunes années)
- 1931. India
- 1932. Thoughts and Adventures (USA: Amid These Storms) (Réflexions et aventures)
- 1933-1938. Biographie de Marlborough :
  - (en) Marlborough: His Life and Times ;
  - (fr) Marlborough, sa vie et son temps, en quatre tomes, Robert Laffont, 1949-1951 : tome I - Les Années d'apprentissage (1644-1702) ; tome II - Marlborough, général en chef (1702-1705) ; tome III - L'Apogée de Marlborough (1706-1708) ; tome IV - Le Déclin de Marlborough (1709-1722).
- 1937. Great Contemporaries (Mes grands contemporains)
- 1938. Arms and the Covenant (While England Slept)
- 1939. Step by Step 1936-1939 (Journal politique, 1936-1939)
- 1940. Addresses Delivered in the Year 1940
- 1941. Broadcast Addresses
- 1941. Into Battle (USA : Blood Sweat and Tears) (L'entrée en lutte)
- 1942. The Unrelenting Struggle (La lutte sans relâche)
- 1943. The End of the Beginning (La fin du commencement)
- 1944. Onwards to Victory (En avant vers la victoire)
- 1945. The Dawn of Liberation (L’aube de la Libération)
- 1946. Victory
- 1946. Secret Sessions Speeches (Mes discours secrets)
- 1946. War Speeches 1940-1945
- 1948-1954. The Second World War, 6 vol. (Mémoires sur la Seconde Guerre mondiale, Plon, 6 tomes en 12 volumes, 1948-1954 ; La Seconde Guerre mondiale, Le Cercle du Bibliophile, 12 vol., 1965-1966)
- 1948. The Sinews of Peace
- 1948. Painting as a Pastime
- 1950. Europe Unite
- 1951. In the Balance
- 1952. The War Speeches 1939-1945
- 1953. Stemming the Tide
- 1956-1958. A History of the English-Speaking Peoples, 4 volumes. (Histoire des Peuples de langue anglaise, 4 vol., texte français par Armel Guerne, Plon, 1956-1959 ; Metvox Publications, 2017)
- 1961. The Unwritten Alliance.

## En collaboration
- 1931. If it had happened otherwise (nouvelles de science-fiction - jamais traduit) plus précisément : If Lee had not Won the battle of Gettysburg.

NB : Le titre de la nouvelle est correct. Il s'agit d'uchronie, Churchill devait imaginer un monde où les sudistes auraient gagné la guerre de Sécession. Plus subtilement, il s'est mis dans la peau d'un auteur de ce monde alternatif essayant d'imaginer cela.

## Un talent d'écrivain
L'examen des œuvres qu'il a rédigées seul permet de juger de ses capacités d'écrivain. Si Savrola est une œuvre de jeunesse un peu mièvre, son livre My Early Life (Mes jeunes années) est d'une écriture vivement menée et est rempli d'humour. Painting as a pastime (La peinture est mon passe-temps) est un essai de bonne qualité sur un thème rarement abordé. Avec le temps, sa prose devient plus classique. 
Pour François Kersaudy, son biographe, c'est « un des quatre plus grands écrivains de langue anglaise du XXe siècle. » « C'est un gigantesque écrivain, à la langue classique, très imagée avec des allitérations, qui coule merveilleusement. Chaque phrase est harmonieuse », assure cet universitaire qui a enseigné l'histoire à la Sorbonne après l'avoir fait à Oxford.

## Référence
- (en) Cet article est partiellement ou en totalité issu de l’article de Wikipédia en anglais intitulé « Winston Churchill as writer » (voir la liste des auteurs).

1. ↑  Antoine Capet, Churchill : Le dictionnaire, Paris, Perrin, 2018, 862 p.   (ISBN 978-2262065355), rubrique "Le prix Nobel de littérature", p. 511-512.
2. ↑  Literature 1953
3. ↑  « for his mastery of historical and biographical description as well as for brilliant oratory in defending exalted human values »
4. ↑  The Story of the Malakand Field Force, disponible sur le site du projet Gutenberg.
5. ↑  (en) Eric Bolsmann, Winston Churchill : The Making of a Hero in the South African War, Alberton, Galago, 2008, 268 p. (ISBN 978-1-919854-22-9)
6. ↑  Le Point, 6 janvier 2010.